# Тихонов, Владимир Вячеславович
Влади́мир Вячесла́вович Ти́хонов (28 февраля 1950, Москва — 11 июня 1990, там же) — советский актёр театра и кино, сын артистов Вячеслава Тихонова и Нонны Мордюковой. Заслуженный артист РСФСР (1983).

## Биография

### Ранние годы
Родился 28 февраля 1950 года в Москве в семье актёров Вячеслава Тихонова (1928—2009) и Нонны Мордюковой (1925—2008). Единокровная сестра — Анна Вячеславовна Тихонова (род. 1969) — советская и российская актриса, кинопродюсер.
В 1971 году окончил Театральное училище имени Б.В. Щукина.

### Карьера
С 1971 по 1973 год — актёр Театра Советской армии.
С 1973 по 1990 год — актёр Театра-студии киноактёра.
Актёр киностудии «Мосфильм». Наиболее заметная роль — Филипп Угрюмов в фильме «Русское поле».

### Личная жизнь
- Первая жена — Наталья Варлей (род. 1947), артистка цирка, киноактриса, заслуженная артистка РСФСР (1989). Однокурсница по театральному училищу, поженились летом 1971 года, однако брак быстро распался. По словам Варлей, из-за того, что муж принимал наркотики[2].
  - Сын — Василий Владимирович Варлей (род. 21 мая 1972)[2].

Во время съёмок фильма «Русское поле» встречался с Ниной Масловой, отношения не продолжились из-за беременности Натальи Варлей.
- Вторая жена (1975—1990) — Наталия Николаевна Тихонова (Егорова) (род. декабрь 1954), актриса, в прошлом фигуристка «Московского балета на льду».
  - Сын — Владимир Владимирович Тихонов (род. 12 марта 1981), актёр и певец, после школы поступил в кулинарное училище, окончил курсы оперного пения и стал студентом ГИТИСа (факультет музыкального театра, мастерская Георгия Павловича Ансимова). Окончил ГИТИС в 2008 году. Артист «Столичного театра романса».

### Смерть
Скончался на 41-м году жизни 11 июня 1990 года в Москве от сердечной недостаточности.
Наталья Варлей в своих мемуарах «Канатоходка» вспоминала следующее: 

«С Вячеславом Васильевичем [Тихоновым] мы тоже несколько раз пересекались на фестивалях. Однажды нас по недосмотру администратора поместили даже в одно купе, потом заохали-заахали. Я успокоила: „Не волнуйтесь. Наоборот, хорошо, что у нас с Вячеславом Васильевичем появилась возможность пообщаться“.
Мы действительно проговорили полночи. Он спросил: „Отчего же всё-таки умер Володя?“. Мне пришлось ему рассказать. Оказывается, Вячеслав Васильевич не знал, что в момент смерти в Володиной крови не обнаружили ни алкоголя, ни наркотиков. Я знаю это точно, поскольку получала справку судмедэкспертов. Он умер от острой сердечной недостаточности…».
Был похоронен в Москве на Кунцевском кладбище (старая территория, участок № 8). В 2008 году в той же могиле захоронена его мать, ещё годом позже установлен общий надгробный памятник.

## Фильмография
- 1967 — Путь в «Сатурн» — эпизод
- 1968 — Журавушка — Сергей Петрович Лунин, повзрослевший сын Марфы
- 1970 — О любви — Пётр, младший брат Галины
- 1971 — Молодые — Вадим
- 1971 — Русское поле — Филипп Авдеевич Угрюмов
- 1973 — Два дня тревоги — корреспондент Дмитрий Дягилев
- 1974 — Ясь и Янина — лётчик Ясь
- 1975 — На ясный огонь — поручик Юлий Анатольевич Бунаков
- 1975 — От зари до зари — эпизод
- 1977 — Солдаты свободы — югославский коммунист
- 1978 — Версия полковника Зорина — Владимир Ужинцев, оперативник
- 1978 — Голубка — Всеволод Васильевич Рахманов
- 1979 — Профессия — киноактёр — камео
- 1979 — Фрак для шалопая — Кондаков
- 1980 — Карл Маркс. Молодые годы — делегат конгресса
- 1980 — Санта Эсперанса — Пабло Канепи
- 1982 — Захват — Саид Касымов, майор милиции
- 1989 — Сталинград